# Hradec Králové zastávka
Hradec Králové zastávka – przystanek kolejowy w miejscowości Hradec Králové, w kraju hradeckim, w Czechach. Znajduje się na wysokości 235 m n.p.m. Położony jest w północnej części miasta, przy drodze nr 2997.
Jest obsługiwany i zarządzany przez České dráhy. Na przystanku nie ma możliwości zakupu biletów, a obsługa podróżnych odbywa się w pociągu.

## Linie kolejowe
- 020 Velký Osek - Hradec Králové - Choceň